# Stadionul Liberty
Stadionul Liberty este un stadion din Salonta care este folosit de echipa CF Liberty Salonta.